# Vishniac Peak
Der Vishniac Peak ist ein 2280 m hoher Berg im ostantarktischen Viktorialand. Er ragt 5 km südwestlich des Skew Peak unmittelbar nördlich des Kopfendes des Webb-Gletschers auf.
Der United States Geological Survey kartierte ihn anhand eigener Vermessungen und Luftaufnahmen der United States Navy aus den Jahren von 1947 bis 1962. Das Advisory Committee on Antarctic Names benannte ihn 1975 nach dem US-amerikanischen Mikrobiologen Wolf Vladimir Vishniac (1922–1973) von der University of Rochester, der zwischen 1971 und 1973 Untersuchungen zur Adsorption von Wasser durch Bodenpartikel und deren Auswirkung auf die Widerstandsfähigkeit von Mikroorganismen gegenüber ungünstigen Umweltbedingungen durchgeführt hatte. Vishniac war am 10. Dezember 1973 in der Asgard Range 32 km südlich dieses Berges bei einem Absturz ums Leben gekommen.